# Сухарев, Сергей Михайлович
Серге́й Миха́йлович Су́харев (род. 22 августа 1991 года, Тольятти, СССР) — российский пловец — паралимпиец. Чемпион мира, многократный призёр чемпионатов мира и Европы. Мастер спорта России международного класса по плаванию среди спортсменов с поражением опорно-двигательного аппарата.

## Награды
- Мастер спорта России международного класса (2014)[1].